# Henry Huntly Haight
Henry Huntly Haight (Rochester, 20 maggio 1825 – San Francisco, 2 settembre 1878) è stato un politico statunitense.
È stato il governatore della California dal dicembre 1867 al dicembre 1871. Di origine olandese, era rappresentante del Partito Democratico.